# Гладин, Григорий Васильевич
Гла́дин Григо́рий Васи́льевич (24 января 1799, Новленское, Вологодская губерния — 22 августа 1865, Санкт-Петербург) — купец первой гильдии, подрядчик, строитель крупнейших транспортных проектов середины XIX века, включая железные дороги, каналы и мосты. Старообрядец.

## Ранние годы
Родился в семье крепостных крестьян. В молодости торговал пряниками и калачами. В конце 1820-х устроился десятником на строительство канала герцога Виртембергского. Затем работал на осушке земель в Санкт-Петербурге и разбивке парка в Царском Селе.

## Осуществлённые проекты
Дальнейшую карьеру провёл в качестве подрядчика - менеджера, отвечающего за надлежащее выполнение строительных работ в срок, соблюдение заданного бюджета и наём рабочих. Перед заказчиком подрядчик несёт финансовую ответственность в форме залога.

### Первые подряды
Первый подряд взял в 1836 году на устройство дока в гавани Кронштадта, успешно завершил работы через 4 года.
На заработанные деньги выкупил на волю собственную семью в 1837 году, а позже всех односельчан, около 150 человек.
В 1840-1842 году провёл очистку и расширение Вышерского канала.
Руководил рытьём участка Белозерского канала в 1843-1846 году по заказу министра путей сообщения Петра Клейнмихеля, получив за эту работу Золотую медаль на Аннинской ленте. Сохранилась народная песня:

Её Гладин копал,
А граф Клей[н]михель помогал,
Белозерская канава
Парусам прежним убава.
Мы не думали того,
Что опустеет Крохино

Да и Каргулино село.
Выполнил подряд на строительство части Онежского канала к 1851 году.

### Заказы министра путей сообщения
Начал постройку 600-километрового шоссе от Киева до Брест-Литовска в 1851 году.
Почти одновременно получил заказ на строительство участка Петербурго-Варшавской железной дороги от Санкт-Петербурга до Динабурга в 1852 году. Будучи неспособным внести залог в размере 20 млн рублей, по протекции министра Клейнмихеля получил субсидию от государства.
При работах над шоссе Киев — Брест первоначальная смета в 5,4 млн руб была превышена. Новый министр путей сообщения Константин Чевкин согласился выплатить дополнительные 846 тыс. руб.

### Волго-Донская железная дорога
В 60 лет выиграл заказ на прокладку 73-километровой частной Волго-Донской железной дороги (1859-1862). Крупнейший акционер Василий Кокорев признавался, что выбрал Гладина «даже против цен, выпрошенных другими подрядчиками».
В южной степи не создал приемлемые условия рабочим, что привело к эпидемиям холеры и тифа и сотням смертей от болезней и истощения. За ними последовали беспорядки, на которые власти города Царицын ответили телесными наказаниями зачинщиков и убийствами при попытке бегства рабочих со стройки.
Публицист Николай Добролюбов откликнулся на события сатирической статьёй «Опыт отучения людей от пищи» Император Александр II выслал на стройку своих представителей для проведения расследования, дело завершилось отдачей царицынского городничего и ещё двух высоких чинов под суд.

### Другие стройки
В 1862 построил участок Нижегородской железной дороги от Владимира до Нижнего Новгорода.
Занимался углублением Сясьского и Свирского каналов, прокладыванием шоссе из Красного села в Гатчину, Ропшу и Кипень, возводил укрепления при Кронштадтском порте.
Последний в жизни и один из самых масштабных подрядов сроком на 5 лет — Новоладожский канал протяжённостью 110 км —  начал выполнять 28 мая 1861 года.

## Смерть
Умер в Санкт-Петербурге 22 августа 1865 года, похоронен на Старообрядческом Волковом кладбище. Работы на Новоладожском канале завершили его сын Александр.